# Айолот
Айолотът (Bipes biporus) е вид влечуго от семейство Bipedidae. Видът не е застрашен от изчезване.

## Разпространение
Разпространен е в Мексико (Баха Калифорния, Южна Долна Калифорния, Гереро и Чиапас).

## Описание
Те са розови, гущероподобни влечуги с дължина от 18 – 24 cm и ширина 6 – 7 mm. Предните им крайници са силни и лопатъчни, а задните – липсват.
Живеят в продължение на една до две години. Популацията на вида е стабилна.